# S&P/TSX 60
El índice S&P/TSX 60 es una lista de las 60 mayores compañías que cotizan en la bolsa de Toronto (Toronto Stock Exchange - TSX) medidas por capitalización de mercado. Está dividido en diez sectores económicos distintos y es mantenido por el Comité Canadiense del Índice S&P (Canadian S&P Index Committee).
Combinado con el S&P/TSX Completion Index forma el S&P/TSX Composite Index.

## Composición del índice
El 31 de marzo de 2014, la composición del índice es la siguiente:
| Símbolo | Compañía                                                                                        | Sector                        |
| ------- | ----------------------------------------------------------------------------------------------- | ----------------------------- |
| AEM     | Agnico Eagle Mines Limited Mines Agnico Eagle limitée (en francés)                              | Materiales                    |
| AGU     | Agrium Inc.                                                                                     | Materiales                    |
| ARX     | ARC Resources Ltd.                                                                              | Energía                       |
| BMO     | Bank of Montreal Banque de Montréal (en francés)                                                | Finanzas                      |
| BNS     | Bank of Nova Scotia La Banque de Nouvelle - Écosse (en francés)                                 | Finanzas                      |
| ABX     | Barrick Gold Corporation Société aurifère Barrick (en francés)                                  | Materiales                    |
| BCE     | BCE Inc.                                                                                        | Telecomunicaciones            |
| BB      | BlackBerry Limited                                                                              | Tecnologías de la información |
| BBD.B   | Bombardier Inc.                                                                                 | Industrial                    |
| BAM.A   | Brookfield Asset Management Inc.                                                                | Finanzas                      |
| CCO     | Cameco Corporation Corporation Cameco (en francés)                                              | Energía                       |
| CM      | Canadian Imperial Bank of Commerce Banque canadienne impériale de commerce (en francés)         | Finanzas                      |
| CNR     | Canadian National Railway Company Compagnie des chemins de fer nationaux du Canada (en francés) | Industrial                    |
| CNQ     | Canadian Natural Resources Limited                                                              | Energía                       |
| COS     | Canadian Oil Sands Limited                                                                      | Energía                       |
| CP      | Canadian Pacific Railway Limited Chemin de fer Canadien Pacifique limitée (en francés)          | Industrial                    |
| CTC.A   | Canadian Tire Corporation, Limited La Société Canadian Tire limitée (en francés)                | Bienes de consumo             |
| CCT     | Catamaran Corporation                                                                           | Farmacéutica                  |
| CVE     | Cenovus Energy Inc.                                                                             | Energía                       |
| GIB.A   | CGI Group Inc. Groupe CGI inc. (en francés)                                                     | Tecnologías de la información |
| CPG     | Crescent Point Energy Corp.                                                                     | Energía                       |
| ELD     | Eldorado Gold Corporation                                                                       | Materiales                    |
| ENB     | Enbridge Inc.                                                                                   | Energía                       |
| ECA     | Encana Corporation                                                                              | Energía                       |
| ERF     | Enerplus Corporation                                                                            | Energía                       |
| FM      | First Quantum Minerals Ltd.                                                                     | Materiales                    |
| FTS     | Fortis Inc.                                                                                     | Utilities                     |
| WN      | George Weston Limited George Weston limitée (en francés)                                        | Bienes de primera necesidad   |
| GIL     | Gildan Activewear Inc. Les Vêtements de Sport Gildan inc. (en francés)                          | Bienes de consumo             |
| G       | Goldcorp Inc.                                                                                   | Materiales                    |
| HSE     | Husky Energy Inc.                                                                               | Energía                       |
| IMO     | Imperial Oil Limited Compagnie pétrolière Impériale ltée (en francés)                           | Energía                       |
| K       | Kinross Gold Corporation                                                                        | Materiales                    |
| L       | Loblaw Companies Limited Les Compagnies Loblaw limitée (en francés)                             | Bienes de primera necesidad   |
| MG      | Magna International Inc.                                                                        | Bienes de consumo             |
| MFC     | Manulife Financial Corporation Société Financière Manuvie (en francés)                          | Finanzas                      |
| MRU     | Metro Inc. Metro inc. (en francés)                                                              | Bienes de primera necesidad   |
| NA      | National Bank of Canada Banque nationale du Canada (en francés)                                 | Finanzas                      |
| PPL     | Pembina Pipeline Corporation                                                                    | Energía                       |
| PWT     | Penn West Petroleum Ltd.                                                                        | Energía                       |
| POT     | Potash Corporation of Saskatchewan Inc.                                                         | Materiales                    |
| POW     | Power Corporation of Canada Power Corporation du Canada (en francés)                            | Finanzas                      |
| RCI.B   | Rogers Communications Inc.                                                                      | Telecomunicaciones            |
| RY      | Royal Bank of Canada Banque royale du Canada (en francés)                                       | Finanzas                      |
| SAP     | Saputo Inc. Saputo inc. (en francés)                                                            | Bienes de primera necesidad   |
| SJR.B   | Shaw Communications Inc.                                                                        | Bienes de consumo             |
| SLW     | Silver Wheaton Corp.                                                                            | Materiales                    |
| SNC     | SNC-Lavalin Group Inc. Groupe SNC-Lavalin Inc. (en francés)                                     | Industrial                    |
| SLF     | Sun Life Financial Inc. Financière Sun Life inc. (en francés)                                   | Finanzas                      |
| SU      | Suncor Energy Inc. Suncor Énergie inc. (en francés)                                             | Energía                       |
| TLM     | Talisman Energy Inc. Société d'énergie Talisman inc. (en francés)                               | Energía                       |
| TCK.B   | Teck Resources Limited Ressources Teck Limitée (en francés)                                     | Materiales                    |
| T       | Telus Corporation                                                                               | Telecomunicaciones            |
| TRI     | Thomson Reuters Corporation                                                                     | Bienes de consumo             |
| THI     | Tim Hortons Inc.                                                                                | Bienes de consumo             |
| TD      | Toronto-Dominion Bank La Banque Toronto-Dominion (en francés)                                   | Finanzas                      |
| TA      | TransAlta Corporation                                                                           | Utilities                     |
| TRP     | TransCanada Corporation                                                                         | Energía                       |
| VRX     | Valeant Pharmaceuticals International, Inc.                                                     | Farmacéutica                  |
| YRI     | Yamana Gold Inc.                                                                                | Materiales                    |